# 高田 (太平村)
高田是中国广东省广州市从化区的一个自然村。在太平镇东北面约2000米，属太平村管辖。清朝建村。1998年时，全村人口66人。